# 马尔蒂内斯
马尔蒂内斯，是西班牙卡斯蒂利亚-莱昂阿维拉省的一个市镇。 总面积18km2, 总人口228人（2001年），人口密度13人/km2。